# We Are Here (szobor)
A We Are Here két szobor az Amerikai Egyesült Államok Oregon államának Ashland városában.
A Russell Beebe által a dél-oregoni indiánok előtt tisztelgő, égerfából faragott 5,8 méter magas, 1,3 tonna tömegű szobrot a Lithia és Main utcák csomópontjában állították fel. Az állagromlás megakadályozása miatt az Ashland városának adományozott szobrot a 2010-es években a Dél-oregoni Egyetem könyvtárába helyezték át.
Később az eredeti helyszínen Jesse Biesanz felállította Jack Langford bronzreplikáját.

## Fordítás
- Ez a szócikk részben vagy egészben  a   We Are Here (sculpture) című angol Wikipédia-szócikk ezen változatának fordításán alapul.  Az eredeti cikk szerkesztőit annak laptörténete sorolja fel. Ez a jelzés csupán a megfogalmazás eredetét és a szerzői jogokat jelzi, nem szolgál a cikkben szereplő információk forrásmegjelöléseként.